# Cafeteira

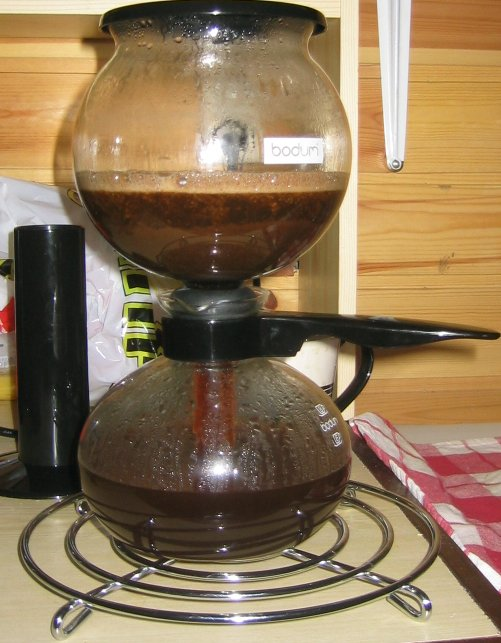
Cafeteira moderna

A cafeteira (ou esculteira) é um utensílio culinário que, como o nome indica, foi idealizada para preparar café. No entanto, com a invenção dos diferentes tipos de máquinas de café, a cafeteira passou a ser utilizada principalmente para aquecer água.
A cafeteira tradicional é um recipiente de metal em forma de tronco de cone com uma pega e uma tampa, apropriada para usar sobre uma boca de fogão. Atualmente, as próprias cafeteiras eléctricas têm muitas vezes esta forma. A cafeteira grega e turca tem a mesma forma geral, mas não tem tampa e a pega é comprida como a das caçarolas.
Existem ainda cafeteiras destinadas a servir o café à mesa, por vezes fazendo parte de um serviço de jantar.
Observe-se, que apesar dos culinaristas não aceitarem muito, popularmente a cafeteira é denominada de bule, também, principalmente no interior do Brasil.

## História

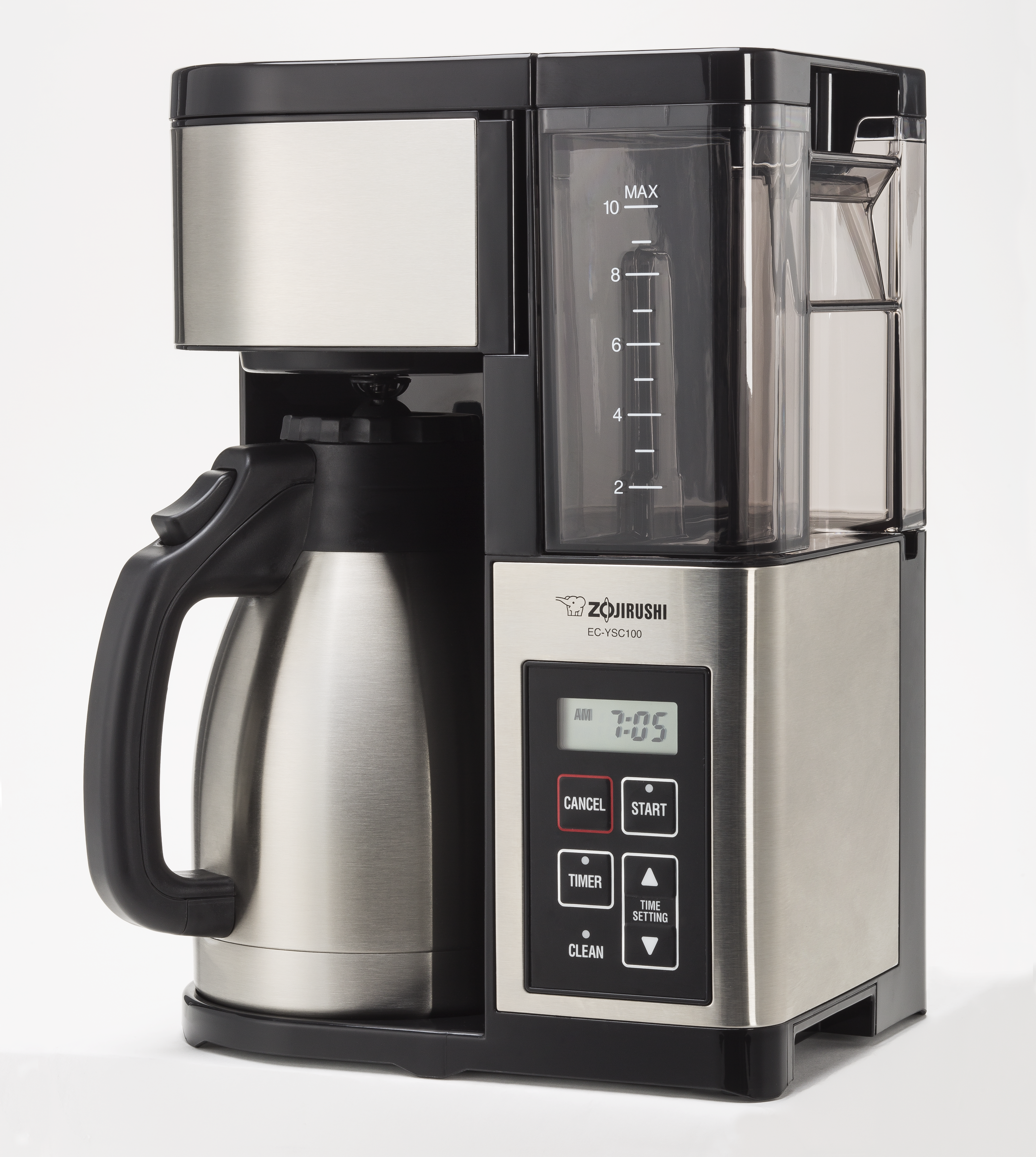
Cafeteira elétrica modelo 2016

Por muitos anos, fazer uma xícara de café foi um processo simples. Os grãos de café torrados e moídos eram colocados em uma panela ou frigideira, a qual era adicionada água fervente e seguida da colocação de uma tampa para iniciar o processo de infusão. Os potes foram projetados especificamente para preparar café, tudo para tentar prender a borra de café antes de o café ser servido. Os modelos típicos apresentam um pote com um fundo plano expandido para capturar o pó que está afundando e um bico de despejo afiado que retém os moinhos flutuantes. Outros modelos apresentam uma grande protuberância no meio da panela para coletar os grãos quando o café é servido.
Nos anos de 1889, o processo de infusão de café foi introduzido na França. Isso envolveu a imersão dos grãos de café moídos, geralmente fechados em um saco de linho, em água quente e deixá-los em infusão até que a força desejada fosse atingida. No entanto, ao longo do século XIX e mesmo no início do século XX, era considerado adequado adicionar café moído à água fervente em uma panela ou frigideira, fervê-lo até que cheirasse bem e despejar a bebida em uma xícara.

Houve muitas inovações na França no final do século XVIII. Com a ajuda de Jean-Baptiste de Belloy, o arcebispo de Paris, a ideia de que o café não deve ser fervido ganhou aceitação. O primeiro método moderno para fazer café usando um filtro de café - infusão por gotejamento - tem mais de 125 anos e seu design mudou pouco. O biggin, originário da França. Em 1780, era um pote de dois níveis contendo o café em uma meia de pano em um compartimento superior no qual a água era vertida, para escoar através de orifícios no fundo do compartimento para o bule de café abaixo. O café era então dispensado por um bico na lateral da cafeteira. A qualidade do café coado dependia do tamanho do pó - muito grosso o café ficava fraco; muito fino e a água não pingaria no filtro. Um grande problema com essa abordagem era que o gosto do filtro de pano - fosse algodão, estopa ou meia velha - transferia para o gosto do café. Na mesma época, um inventor francês desenvolveu o "coador por bombeamento", no qual a água fervente em uma câmara de fundo força-se a subir por um tubo e então goteja através do café moído de volta à câmara de fundo. Entre outras inovações francesas, o conde Rumford, um excêntrico cientista americano residente em Paris, desenvolveu um drip pot francês com um isolante para manter o café quente. Além disso, o primeiro filtro de metal foi desenvolvido e patenteado por um inventor francês.

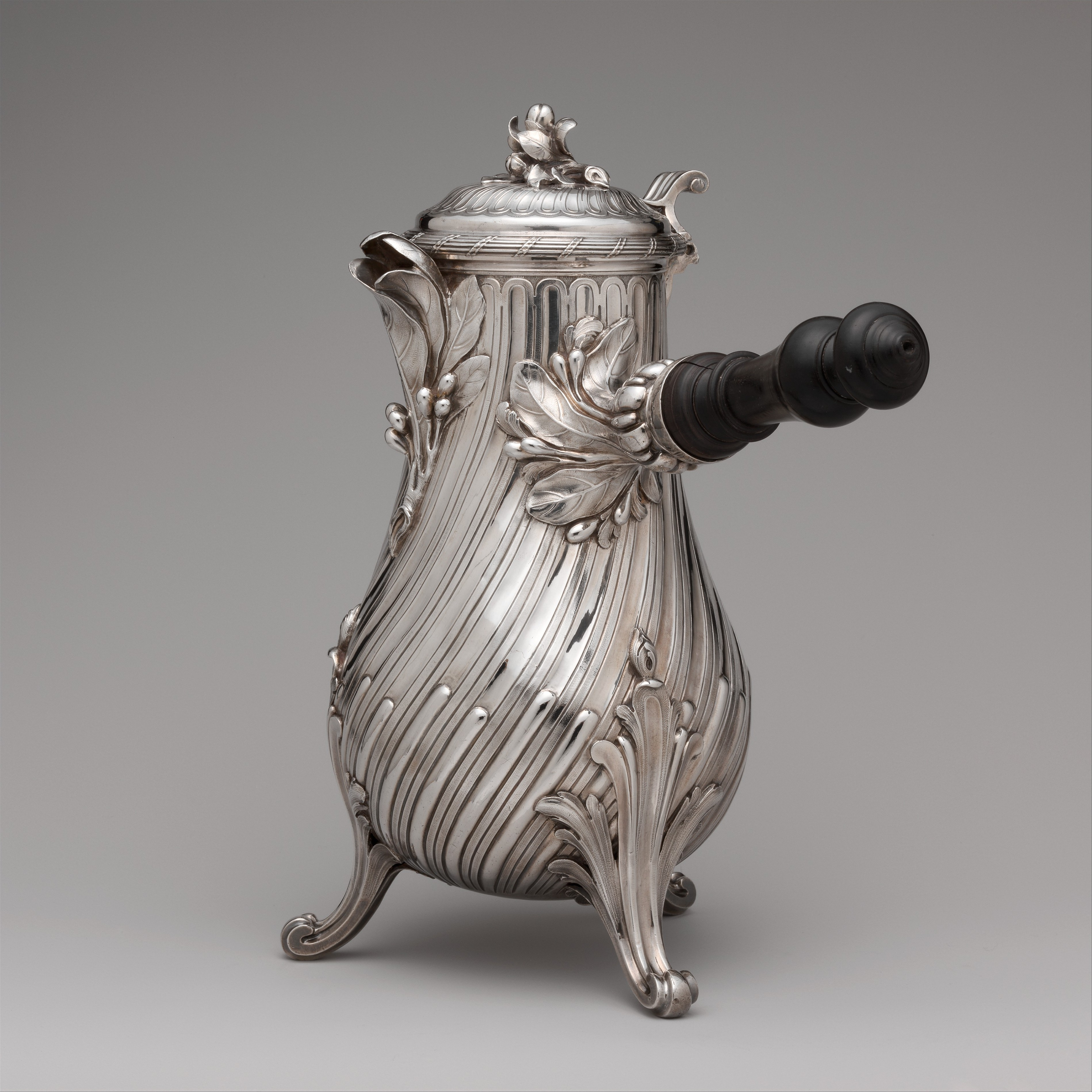
Cafeteira, França, c. 1757, Metropolitan Museum of Art
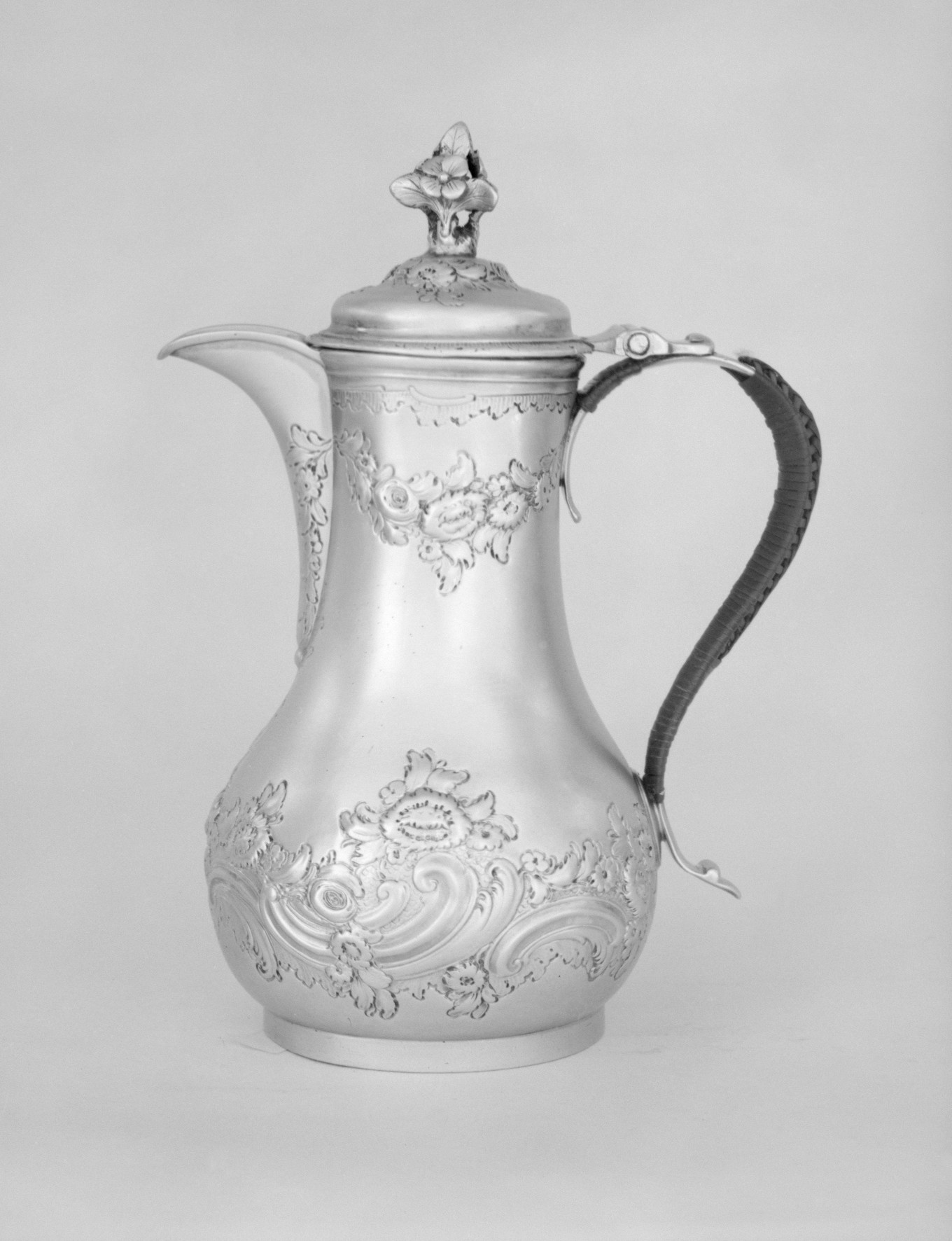
Jarro de prata para água quente, 1748
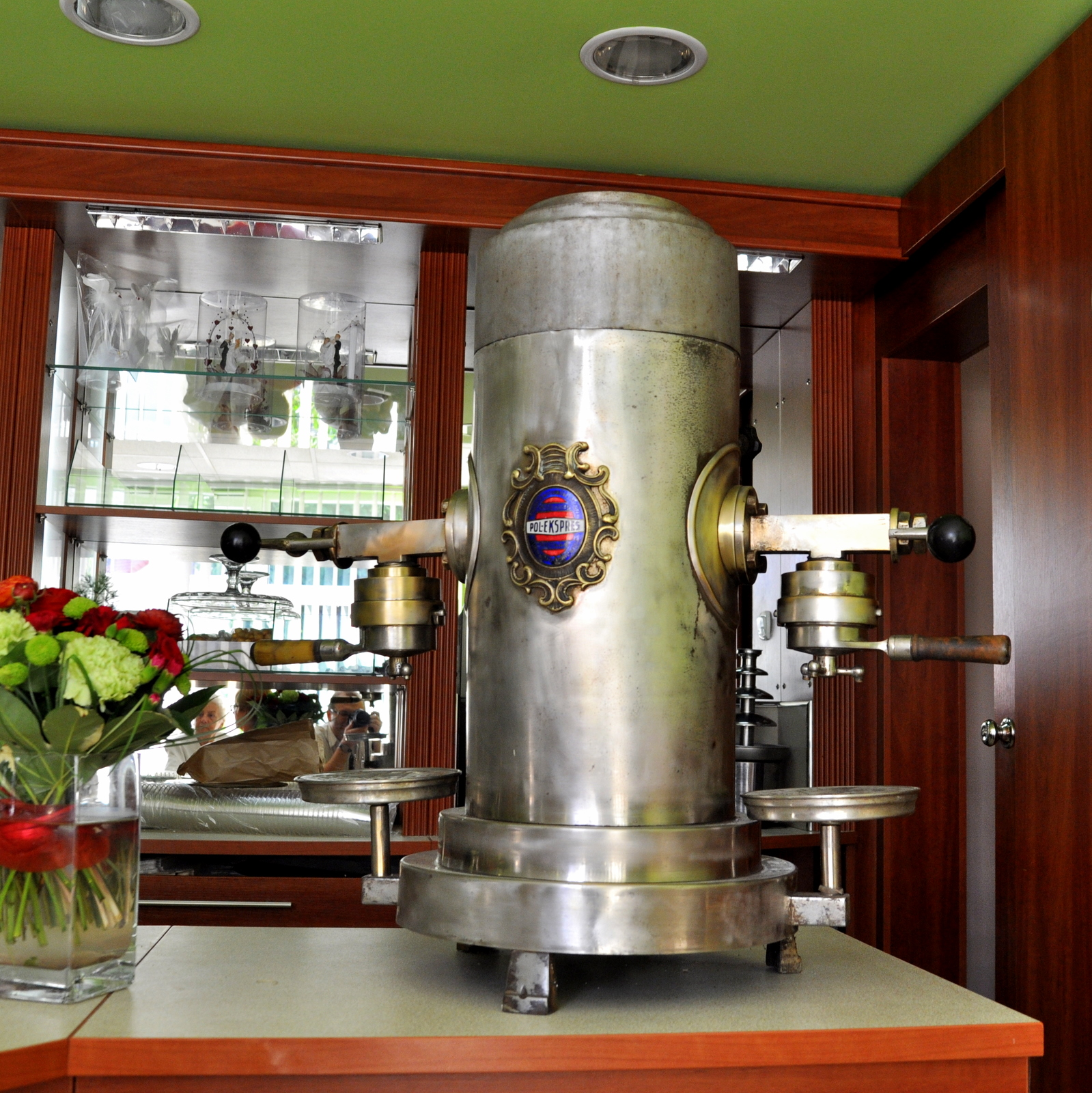
Produto da empresa polonesa Pol-Ekspres (década de 1930)
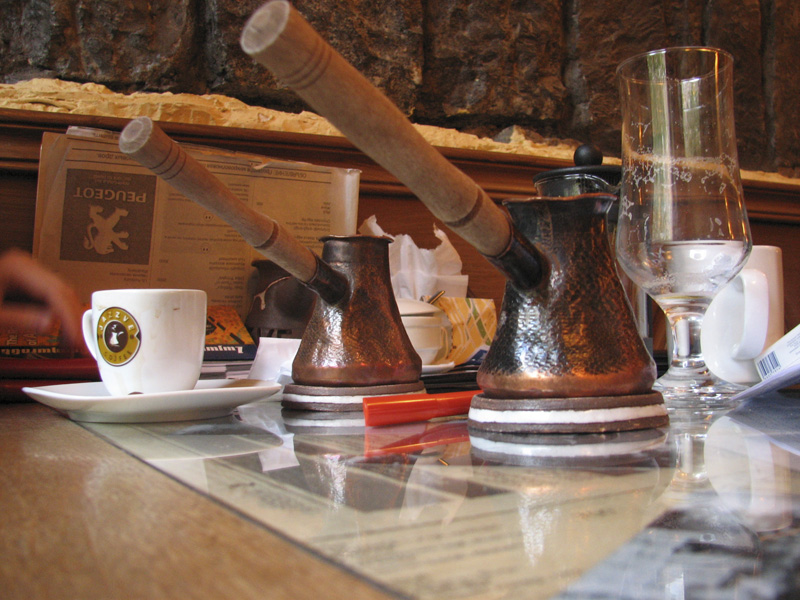
Cafeteiras de cabo longo em um café armênio, 2008

## Tipos

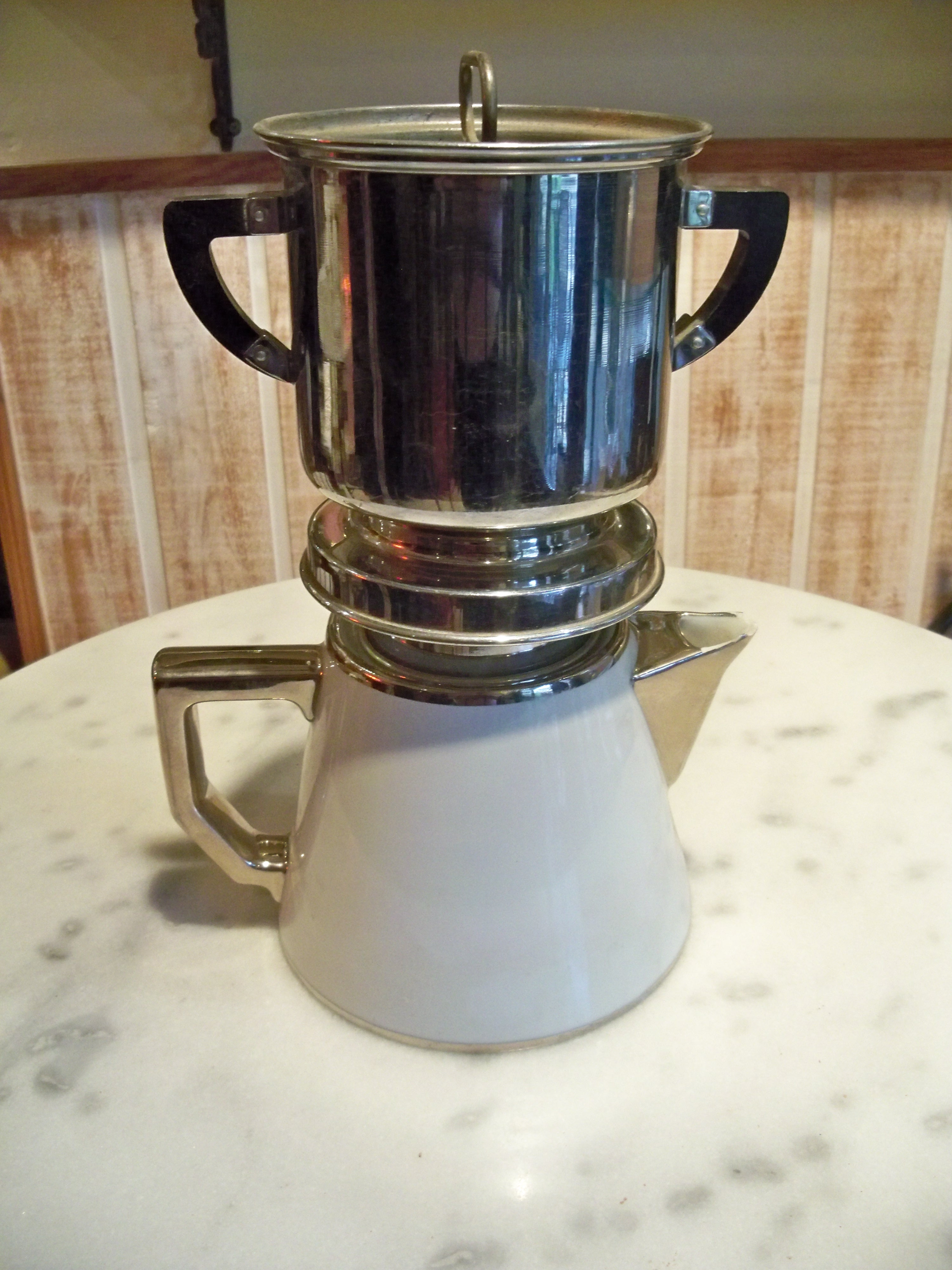
Café decantado derramado em uma jarra. Cafeteira francesa

### Cafeteira a vácuo

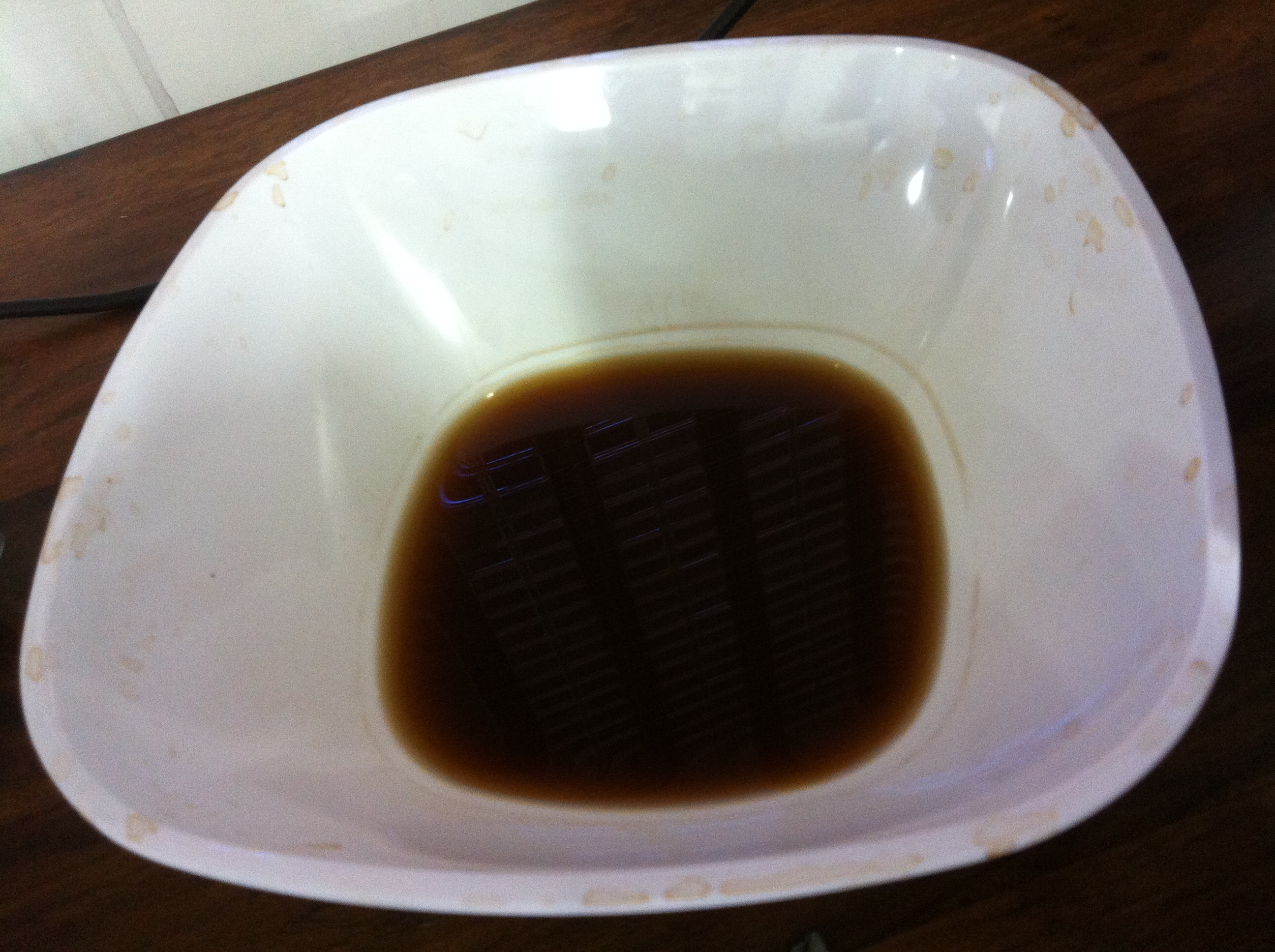
Café decantado em uma tigela

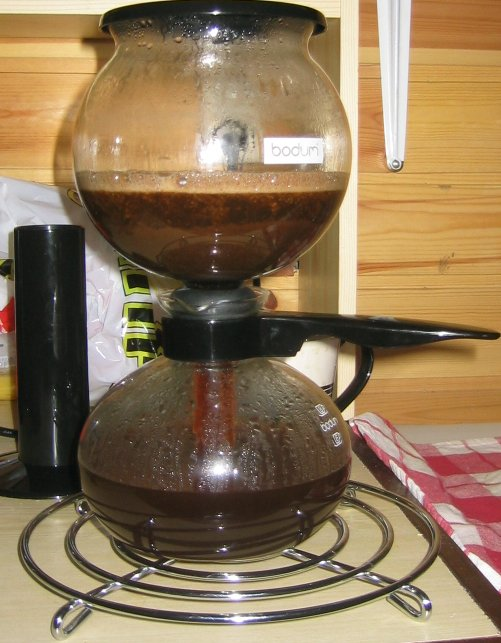
Cafeteira a vácuo; Cafeteira Bodum em que o café é retirado pelo diferencial de pressão

Outros dispositivos para preparar café tornaram-se populares ao longo do século XIX, incluindo várias máquinas que usam o princípio do vácuo. A Napier Vacuum Machine, inventada em 1840, foi um dos primeiros exemplares desse tipo. Embora geralmente muito complexos para o uso diário, os dispositivos a vácuo eram valorizados por produzir uma bebida clara e foram populares até meados do século XX.
O princípio de uma cafeteira a vácuo era aquecer a água em um recipiente inferior até que a expansão forçasse o conteúdo através de um tubo estreito para um recipiente superior contendo café moído. Quando o recipiente inferior estava vazio e o tempo suficiente de infusão havia passado, o calor era removido e o vácuo resultante puxava o café infundido de volta através de uma peneira para a câmara inferior, de onde poderia ser decantado. A interpretação da Bauhaus deste dispositivo pode ser vista na cafeteira Sintrax de Gerhard Marcks de 1925.
Uma das primeiras variantes da técnica, chamada de sifão de equilíbrio, era ter as duas câmaras dispostas lado a lado em uma espécie de dispositivo semelhante a uma balança, com um contrapeso fixado do lado oposto à câmara inicial (ou de aquecimento). Uma vez que a água quase fervendo era forçada da câmara de aquecimento para a de infusão, o contrapeso era ativado, fazendo com que um dispositivo com mola descesse sobre a chama, desligando assim o calor e permitindo que a água resfriada retornasse para a câmara original. Desta forma, uma espécie de método primitivo de fermentação "automático" foi alcançado.
Em 27 de agosto de 1930, Inez H. Peirce, de Chicago, Illinois, registrou sua patente para a primeira cafeteira a vácuo que realmente automatizou o processo de fermentação a vácuo, eliminando a necessidade de um fogão ou de combustíveis líquidos. Um fogão aquecido eletricamente foi incorporado a modelagem da cafeteira a vácuo. A água era aquecida em um poço rebaixado, o que reduziu os tempos de espera e forçou a água mais quente para a câmara de reação. Uma vez que o processo estava concluído, um termostato usando princípios de expansão bimetálica desligava o calor da unidade no momento apropriado. A invenção de Peirce foi a primeira cafeteira a vácuo verdadeiramente "automática", e mais tarde foi incorporada ao Farberware Coffee Robot.
No final dos anos de 1930, o design de Pierce foi posteriormente aprimorado pelos engenheiros de eletrodomésticos dos EUA Ivar Jepson, Ludvik Koci e Eric Bylund da Sunbeam. Eles alteraram a câmara de aquecimento e eliminaram o poço rebaixado que era difícil de limpar. Eles também fizeram várias melhorias no mecanismo de filtragem. Seu design aprimorado de metais chapeados, desenhado pelo designer industrial Alfonso Iannelli, tornou-se a famosa linha Sunbeam Coffeemaster de cafeteiras a vácuo automatizadas (Modelos C-20, C-30, C40 e C-50). A cafeteira a vácuo Coffeemaster foi vendida em grande número nos Estados Unidos durante os anos imediatamente após a Primeira Guerra Mundial.

### Percoladores

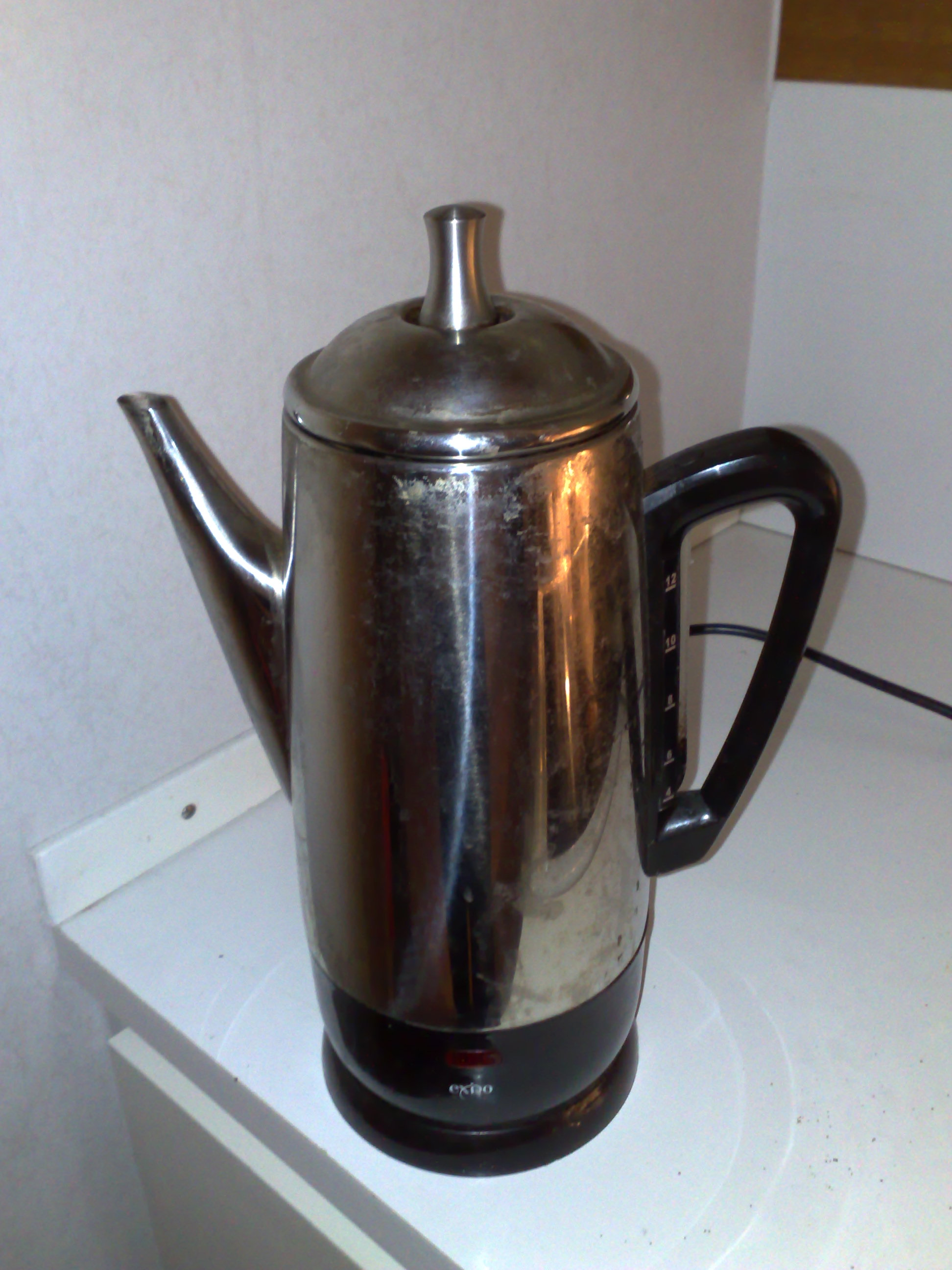
Coador elétrico

Percoladores começaram a ser desenvolvidos em meados do século XIX. Nos Estados Unidos, James H. Mason, de Massachusetts, patenteou um dos primeiros projetos de percolador em 1865. Um fazendeiro de Illinois chamado Hanson Goodrich é geralmente creditado por patentear o coador moderno. A patente de Goodrich foi concedida em 16 de agosto de 1889, e a descrição de sua patente varia pouco em relação aos coadores de fogão vendidos hoje. Com o projeto do coador, a água é aquecida em uma panela com uma tampa removível, até que a água fervente seja forçada através de um tubo de metal para uma cesta contendo café. O líquido extraído é drenado da cesta de bebidas, onde volta a pingar na panela. Este processo é repetido continuamente durante o ciclo de infusão até que o líquido que passa repetidamente pelo pó esteja suficientemente embebido. Uma peça na forma de um botão transparente na tampa do coador permite ao usuário avaliar quando o café atingiu a cor e a intensidade adequadas.
A eletrificação residencial simplificou a operação de percoladores ao fornecer um elemento de aquecimento autônomo movido a eletricidade que eliminou a necessidade de usar um queimador de fogão. Um elemento crítico para o sucesso da cafeteira elétrica foi a criação de fusíveis e elementos de aquecimento seguros e protegidos. Em um artigo na House Furnishing Review em maio de 1915, Lewis Stephenson de Landers, Frary e Clark descreveu um plugue de segurança modular sendo usado nos aparelhos universais de sua empresa e o advento de várias patentes e inovações em controle de temperatura e disjuntores proporcionaram o sucesso de muitos novos modelos de coador a vácuo. Enquanto os primeiros percoladores utilizavam uma construção inteiramente de vidro (valorizada por manter a pureza do sabor), a maioria dos percoladores na década de 1930 eram feitos de metal, especialmente alumínio e cobre niquelado.
O método de fazer café em um coador quase não mudou desde sua introdução, no início do século XX. No entanto, em 1970, a General Foods Corporation introduziu o Max Pax, o primeiro anel de filtro para café moído disponível comercialmente. Os filtros Max Pax foram nomeados para elogiar a marca de café Maxwell House da General Foods. Os anéis de filtro de café Max Pax foram projetados para uso em percoladores, e cada anel continha uma quantidade pré-medida de pó de café que foi selado em um filtro de papel independente. Os anéis selados assemelhavam-se ao formato de uma rosquinha, e o pequeno orifício no meio do anel permitia que o anel do filtro de café fosse colocado na cesta de metal do coador em torno do tubo de convecção protuberante (coador).
Antes da introdução dos anéis de filtro de café moído autocontidos pré-medidos, o pó de café fresco era medido em colheres e colocado na cesta de metal do coador. Este processo permitiu que pequenas quantidades de pó de café vazassem para o café fresco. Além disso, o processo deixava sujeira na cesta do coador, que era muito tediosa de limpar. O benefício dos anéis de filtro de café Max Pax era duplo: primeiro, como a quantidade de café contida nos anéis foi pré-medida, ele negou a necessidade de medir cada colher e, em seguida, colocá-la na cesta de metal do coador. Em segundo lugar, o papel de filtro era forte o suficiente para conter todos os grãos de café dentro do papel lacrado. Após o uso, o anel do filtro de café pode ser facilmente removido da cesta e descartado. Isso salvou o consumidor da tediosa tarefa de limpar o pó de café úmido restante da cesta do coador.
Com o lançamento da cafeteira elétrica para uso doméstico, no início da década de 1970, a popularidade dos coadores despencou, assim como o mercado de filtros autônomos de café moído. Em 1976, a General Foods interrompeu a fabricação de Max Pax e, no final da década, até mesmo anéis de filtro genéricos para café moído não estavam mais disponíveis nas prateleiras dos supermercados dos Estados Unidos.

### Cafeteira Moka

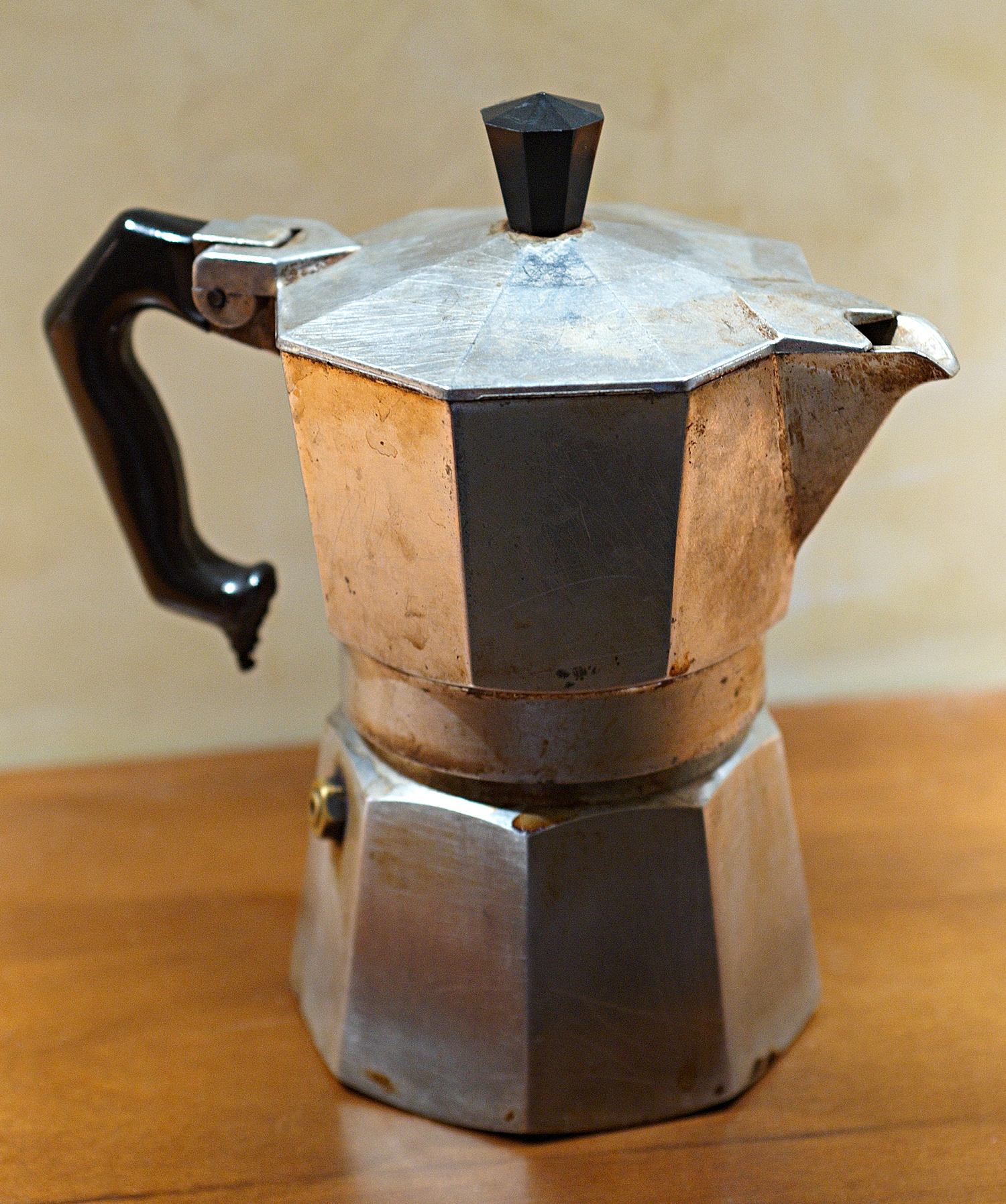
Cafeteira Moka

A cafeteira Moka é uma cafeteira de fogão que produz café passando a água quente pressurizada pelo vapor através do café moído. Foi patenteado pela primeira vez pelo inventor Luigi di Ponti para Alfonso Bialetti em 1933. A Bialetti Industries continua a produzir o mesmo modelo com o nome "Moka Express".
O pote Moka é mais comumente usado na Europa e na América Latina. Tornou-se um design icônico, exibido na arte industrial moderna e museus de design como o Wolfsonian-FIU, o Museu de Arte Moderna, o Cooper – Hewitt, o Museu Nacional do Design, o Museu do Design e o Museu da Ciência de Londres. Os potes Moka vêm em tamanhos diferentes, de um a dezoito xícaras de 50 ml. O design original e muitos modelos atuais são feitos de alumínio com cabos de baquelite.

### Cafeteiras elétricas
Uma cafeteira elétrica normalmente funciona obtendo água de um reservatório de água fria em uma mangueira flexível na base do reservatório levando diretamente a um tubo de metal fino ou câmara de aquecimento (geralmente, de alumínio), onde um elemento de aquecimento ao redor do tubo de metal aquece a água. A água aquecida se move pela máquina segundo o princípio do termosifão . A pressão induzida termicamente e o efeito de sifonamento leva a água aquecida por meio de uma mangueira de borracha isolada ou vinil ascendente, em uma cabeça de pulverização e sobre o café moído, que está contido em uma cesta de infusão montada abaixo da cabeça de pulverização. O café passa por um filtro e goteja para dentro da jarra. Uma válvula unidirecional na tubulação evita que a água volte para o reservatório. Um termostato conectado ao elemento de aquecimento desliga o elemento de aquecimento conforme necessário para evitar o superaquecimento da água no tubo de metal (o superaquecimento produziria apenas vapor na mangueira de abastecimento) e, em seguida, liga novamente quando a água esfria abaixo de um certo limite. Para uma cafeteira de gotejamento padrão de 10-12 xícaras, usando um elemento de aquecimento controlado termostaticamente mais poderoso (em termos de potência produzida), pode aquecer maiores quantidades de água mais rapidamente usando câmaras de aquecimento maiores, geralmente produzindo temperaturas médias de água mais altas na cabeça de pulverização durante todo o ciclo de preparação Este processo pode ser melhorado alterando a construção de alumínio da maioria das câmaras de aquecimento por um metal com qualidades superiores de transferência de calor, como o cobre.
Ao longo da última parte do século XX, muitos inventores patentearam vários projetos de cafeteira usando uma forma automatizada do método de preparação por gotejamento. Projetos subsequentes apresentaram mudanças nos elementos de aquecimento, cabeça de pulverização e design da cesta da cafeteira, bem como a adição de temporizadores e relógios para início automático, filtragem de água, design de filtro e jarra, um recurso de "parada de gotejamento" para pausar o fluxo de café coado quando a garrafa é removida, e até mesmo mecanismos de moagem de café embutidos.

### Cafeteiras com deslocamento de água
Bunn-O-Matic saiu com uma máquina de drip-brew diferente e neste tipo de cafeteira, a máquina usa um tanque de retenção ou caldeira cheia com água. Quando a máquina é ligada, toda a água no tanque de retenção é levada próximo ao ponto de ebulição (aproximadamente 200 – 207° F ou 93 – 97° C) usando um elemento de aquecimento controlado termostaticamente. Quando a água é despejada em uma bandeja montada no topo, ela desce para um funil e tubo que fornece a água fria para o fundo da caldeira. A água quente menos densa da caldeira é deslocada para fora do tanque e para um tubo que leva à cabeça de pulverização, onde goteja para uma cesta de infusão contendo o café moído. O método de derrame e deslocamento de água para fazer café tende a produzir café coado em uma taxa muito mais rápida do que os designs de gotejamento padrão. Sua principal desvantagem é o aumento do consumo de eletricidade para pré-aquecer a água da caldeira. Além disso, o método de deslocamento de água é mais eficiente quando usado para distribuir café na capacidade máxima ou quase máxima da máquina, normalmente encontrada em restaurantes ou escritórios. Em 1963, Bunn introduziu a primeira cafeteira automática, que se conectava a uma linha de água para alimentação automática de água.

### Cafetière

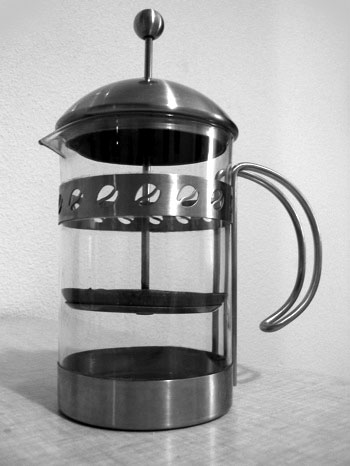
Uma cafeteira cafeteira

Uma cafetière (prensa francesa) requer um café de moagem mais grossa do que um filtro de café por gotejamento, já que grãos mais finos irão vazar pelo filtro prensado para o café. O café é preparado colocando a água (aquecida a 195-205° F) e café, mexendo e deixando em infusão por alguns minutos, pressionando o êmbolo para reter o pó de café no fundo do copo.
Como o pó de café permanece em contato direto com a água da infusão e o pó é filtrado da água por meio de uma rede em vez de um filtro de papel, o café preparado com a cafeteira captura mais do sabor do café e dos óleos essenciais, que ficariam presos em um filtros de papel de máquina de preparação de café tradicional. Tal como acontece com o café gota-a-gota, o café na cafetière pode ser servido em qualquer intensidade ajustando a quantidade de café moído que é distribuído. Se o pó usado permanecer na bebida após a fermentação, o café francês prensado deixado em repouso pode se tornar "amargo", embora este seja um efeito que muitos usuários de cafeteira consideram benéfico. Para 1⁄2 l (0.11 imp gal; 0.13 US gal) cafetiere, o conteúdo é considerado estragado, por alguns relatos, após cerca de 20 minutos. Outras abordagens consideram um período de fermentação que pode se estender por horas como um método de produção superior.

### Máquina de expresso
Uma máquina de café expresso força a água pressurizada através de grãos finos para produzir um café espesso e concentrado. As máquinas de café expresso podem ser movidas a vapor, por pistão, por bomba ou por bomba de ar. As máquinas também podem ser manuais ou automáticas.

### Cafeteira de dose única
A cafeteira de dose única ou de xícara única ganhou popularidade nos últimos anos. Os sistemas de infusão de dose única permitem que uma certa quantidade de água aquecida a uma temperatura precisa passe por uma embalagem de porção de café (ou cápsula de café), distribuindo uma xícara de café padronizada em um recipiente colocado sob a saída de bebida. Um pacote de porções de café tem um selo hermético para garantir o frescor do produto. Ele contém uma determinada quantidade de café moído e geralmente envolve um filtro de papel interno para ótimos resultados de fermentação. A tecnologia da cafeteira de dose única geralmente permite a escolha do tamanho da xícara e da intensidade da infusão, e fornece uma xícara de café coado rapidamente, geralmente com o toque de um botão. Hoje, uma variedade de bebidas está disponível para preparo com máquinas de xícara única, como chá, chocolate quente e bebidas especiais à base de leite. As máquinas de café de xícara única são projetadas para uso doméstico e comercial.

## Considerações de design em cafeteiras

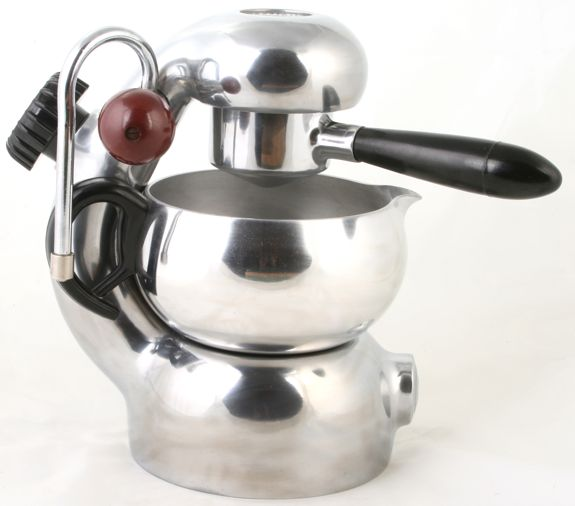
Cafeteira de marca atômica

No início do século XX, embora alguns fabricantes de café tendessem à uniformidade de design (especialmente coadores de fogão), outros exibiam uma grande variedade de estilo. Em particular, a cafeteira a vácuo, que exigia duas câmaras totalmente separadas unidas em uma configuração de ampulheta, parecia inspirar designers industriais. O interesse por novos designs para a cafeteira a vácuo reviveu durante o movimento American Arts & Crafts com a introdução das cafeteiras da marca "Silex", baseadas em modelos desenvolvidos pelas donas de casa de Massachusetts, Ann Bridges e Sra. Sutton. O uso do Pyrex resolveu o problema de fragilidade e quebra que tornava esse tipo de máquina comercialmente pouco atraente. Durante a década de 1930, formas simples e limpas, cada vez mais de metal, atraíram a atenção positiva de designers industriais fortemente influenciados pelo imperativo funcionalista dos movimentos Bauhaus e Streamline. Foi nessa época que apareceu a elegante cafeteira a vácuo Coffeemaster da Sunbeam, estilizada pelo famoso designer industrial Alfonso Iannelli. A popularidade dos globos de vidro e pirex reviveu temporariamente durante a Segunda Guerra Mundial, uma vez que o alumínio, o cromo e outros metais usados nas cafeteiras tradicionais tornaram-se disponíveis.
O impacto da ciência e dos avanços tecnológicos como motivo do design do pós-guerra foi eventualmente sentido na fabricação e comercialização de café e máquinas de café. Os guias do consumidor enfatizaram a capacidade do dispositivo de atender aos padrões de temperatura e tempo de preparo, e a proporção de elementos solúveis entre o preparo e o pó. O químico industrial Peter Schlumbohm expressou o motivo científico mais puramente em sua cafeteira "Chemex", que desde seu marketing inicial nos anos 1940 usou a autoridade da ciência como uma ferramenta de vendas, descrevendo o produto como "a maneira do químico de fazer café". e discutindo longamente a qualidade de seu produto na linguagem do laboratório: “o funil da CHEMEX cria condições hidrostáticas ideais para o único. . . Extração Chemex. " A cafeteira exclusiva de Schlumbohm, um único recipiente de Pyrex moldado para conter um cone de filtro patenteado, parecia nada mais do que um equipamento de laboratório e surpreendentemente se tornou popular por um tempo nos anos de 1950, de outra forma altamente automatizada e obcecada por tecnologia.
Nos últimos anos, as cafeteiras começaram a adotar formas mais padronizadas, proporcionais a um grande aumento na escala de produção necessária para atender à demanda dos consumidores do pós-guerra. Plásticos e materiais compostos começaram a substituir o metal, particularmente com o advento das novas cafeteiras elétricas por gotejamento na década de 1970. Durante a década de 1990, a demanda do consumidor por eletrodomésticos mais atraentes para complementar cozinhas modernas e caras resultou em uma nova onda de cafeteiras remodeladas em uma gama mais ampla de cores e estilos disponíveis.

## Cafeteiras modernas
A tecnologia permite que as  cafeteiras  fabricadas nos dias de hoje tenha um melhor desempenho e velocidade, muitas das  cafeteiras  fabricadas hoje em dia começa a coar o café no mesmo momento em que ligue.  O que mais impressiona na cafeteira e a praticidade, assim como as panelas elétricas  não é necessário que você fique a todo momento olhando o café porque ele faz tudo sozinha, basta você colocar a água no local ideal e o pó e ligar a cafeteira sendo assim fica muito mais fácil e divertido  fazer um café.
Além de sua maior durabilidade (sem risco de corrosão ou rachaduras), as jarras de aço inoxidável comparadas a outros tipos de materiais, conseguem aguentar melhor temperaturas elevadas e o choque térmico. As cafeteiras feitas inox são capazes de realçar o sabor do café, impedindo o processo de oxidação depois que o mesmo está pronto.  Ademais, o café pode ser mantido aquecido por mais tempo em jarras de inox.